# Евдоченко, Андрей Александрович
Андрей Александрович Евдоченко (бел. Андрэ́й Алякса́ндравіч Еўдачэ́нка; род. 11 марта 1958, Шверин, ГДР) — белорусский дипломат.

## Биография
Родился в ГДР.
Окончил Минский государственный лингвистический университет в 1980 году.
1982—1985 — работал преподавателем в Минском архитектурно-строительном техникуме.
1985—1988 — технический эксперт в Объединенной Республике Танзания.
1990—1992 — главный специалист протокольной службы, руководитель протокольной службы Министерства внешнеэкономических связей Республики Беларусь.
1992—1994 — заместитель директора Департамента регулирования внешнеэкономических связей Министерства внешнеэкономических связей Республики Беларусь.
1994—1997 — первый секретарь, советник Посольства Республики Беларусь в Королевстве Бельгия и Постоянного представительства Республики Беларусь при ЕС.
1998—2000 — начальник отдела ОБСЕ — заместитель директора Департамента регионального сотрудничества, директор Департамента международного экономического сотрудничества, директор Департамента Европы Министерства иностранных дел Республики Беларусь.
24 ноября 1999 года был назначен Чрезвычайным и Полномочным Послом Республики Беларусь в Венгерской Республике. Работал на этой должности до 20 июля 2004 года.
2004—2006 — Посол по особым поручениям Министерства иностранных дел Республики Беларусь.
30 октября 2006 года стал заместителем Министра иностранных дел Республики Беларусь. Занимал эту должность по 4 февраля 2011 года, после чего занял должности Чрезвычайного и Полномочного Посла Республики Беларусь в Бельгии, Постоянного представителя Республики Беларусь при Европейским Союзе и Постоянного представителя Республики Беларусь при Организации Североатлантического договора по совместительству, а с 3 декабря 2013 так же Чрезвычайный и Полномочный Посол Республики Беларусь в Великом Герцогстве Люксембург. Сложил все эти полномочия 13 июня 2016.
13 июня 2016 года был назначен Первым заместителем министра иностранных дел. Занимал эту должность по 2020 год.
20 июля 2020 года был назначен Чрезвычайным и Полномочным Послом Республики Беларусь в Королевстве Нидерланды.

## Награды
- Почётная грамота Совета Министров Республики Беларусь (2008)[11].
- Медаль «За вклад в создание Евразийского экономического союза» III степени (2015)[12].
- Юбилейная медаль «МПА СНГ. 25 лет» (13 октября 2017 года) — за заслуги в деле развития и укрепления парламентаризма, за вклад в развитие и совершенствование правовых основ функционирования Содружества Независимых Государств, укрепление международных связей и межпарламентского сотрудничества[13].
- Орден Почёта (2020)[14].

## Семья
Женат, имеет трех детей.